# Mistrzostwa Europy w Piłce Ręcznej Mężczyzn 2012 (eliminacje)
Kwalifikacje do Mistrzostw Europy w Piłce Ręcznej Mężczyzn 2012 miały na celu wyłonienie męskich reprezentacji narodowych w piłce ręcznej, które wystąpiły w finałach tego turnieju.

## Informacje ogólne
Turniej finałowy organizowanych przez EHF mistrzostw Europy odbył się w Serbii w styczniu 2012 roku i wzięło w nim udział szesnaście drużyn. Chęć udziału w imprezie wyraziło trzydzieści dziewięć narodowych reprezentacji, z których automatycznie do mistrzostw zakwalifikowała się Francja jako mistrz Europy z 2010 oraz Serbia jako organizator imprezy. O pozostałych czternaście miejsc rywalizowało zatem w kwalifikacjach trzydzieści siedem zespołów.
W połowie października 2010 roku EHF zdecydowała o zwiększeniu liczby graczy w meczowym składzie z czternastu do szesnastu, zmiana weszła w życie ze skutkiem natychmiastowym.

## Zakwalifikowane zespoły
| Kraj               | Strefa kwalifikacyjna               | Mistrzostwa 2010 |
| ------------------ | ----------------------------------- | ---------------- |
| Serbia             | Gospodarz                           | 13. miejsce      |
| Francja            | Mistrz Europy 2010                  | Mistrzostwo      |
| Węgry              | 1. miejsce w 1 grupie eliminacyjnej | 14. miejsce      |
| Macedonia Północna | 2. miejsce w 1 grupie eliminacyjnej | –                |
| Chorwacja          | 1. miejsce w 2 grupie eliminacyjnej | 2. miejsce       |
| Hiszpania          | 2. miejsce w 2 grupie eliminacyjnej | 6. miejsce       |
| Polska             | 1. miejsce w 3 grupie eliminacyjnej | 4. miejsce       |
| Słowenia           | 2. miejsce w 3 grupie eliminacyjnej | 11. miejsce      |
| Szwecja            | 1. miejsce w 4 grupie eliminacyjnej | 15. miejsce      |
| Słowacja           | 2. miejsce w 4 grupie eliminacyjnej | –                |
| Niemcy             | 1. miejsce w 5 grupie eliminacyjnej | 10. miejsce      |
| Islandia           | 2. miejsce w 5 grupie eliminacyjnej | 3. miejsce       |
| Norwegia           | 1. miejsce w 6 grupie eliminacyjnej | 7. miejsce       |
| Czechy             | 2. miejsce w 6 grupie eliminacyjnej | 8. miejsce       |
| Dania              | 1. miejsce w 7 grupie eliminacyjnej | 5. miejsce       |
| Rosja              | 2. miejsce w 7 grupie eliminacyjnej | 12. miejsce      |

## Faza 1
Pierwsza faza eliminacji obejmowała dwanaście najniżej rozstawionych reprezentacji, podzielonych na trzy grupy po cztery zespoły. Możliwe – za zgodą zespołów – było rozegranie tej fazy systemem ligowym, jednak ostatecznie drużyny rywalizowały w trzech turniejach – każdy z nich odbył się w jednej hali w dniach 10–13 czerwca 2010 roku. Do drugiej fazy eliminacji awansowali zwycięzcy grup.
Losowanie grup odbyło się w wiedeńskiej Stadthalle 31 stycznia 2010 roku. Przed losowaniem drużyny zostały podzielone na cztery koszyki według rankingu EHF. Dodatkowo zespoły Belgii, Bułgarii i Cypru mające ten sam ranking zostały wcześniej dolosowane do koszyków 2 i 3.
| Koszyk 1 |
| -------- |
| Łotwa    |
| Izrael   |
| Estonia  |

| Koszyk 2   |
| ---------- |
| Włochy     |
| Belgia *   |
| Bułgaria * |

| Koszyk 3  |
| --------- |
| Cypr *    |
| Finlandia |
| Turcja    |

| Koszyk 4        |
| --------------- |
| Luksemburg      |
| Gruzja          |
| Wielka Brytania |

W wyniku losowania wyłonione zostały trzy grupy po cztery zespoły, a następnie spośród drużyn z każdej grupy wylosowano gospodarzy turniejów.
| Grupa A         | Grupa B   | Grupa C    |
| --------------- | --------- | ---------- |
| Estonia         | Łotwa     | Izrael     |
| Bułgaria        | Włochy    | Belgia     |
| Cypr            | Finlandia | Turcja     |
| Wielka Brytania | Gruzja    | Luksemburg |

Z tej fazy eliminacji zwycięsko wyszły reprezentacje Estonii, Łotwy i Izraela.

### Grupa A
| 10 czerwca 201014:30 | Estonia | 31:18(16:9) | Bułgaria | Crystal Palace National Sport Centre, Londyn Widzów: 200 |
| 10 czerwca 201014:30 |         | 31:18(16:9) |          | Crystal Palace National Sport Centre, Londyn Widzów: 200 |

| 10 czerwca 201018:30 | Cypr | 24:16(7:9) | Wielka Brytania | Crystal Palace National Sport Centre, Londyn Widzów: 300 |
| 10 czerwca 201018:30 |      | 24:16(7:9) |                 | Crystal Palace National Sport Centre, Londyn Widzów: 300 |

| 11 czerwca 201014:30 | Bułgaria | 29:29(14:14) | Cypr | Crystal Palace National Sport Centre, Londyn Widzów: 100 |
| 11 czerwca 201014:30 |          | 29:29(14:14) |      | Crystal Palace National Sport Centre, Londyn Widzów: 100 |

| 11 czerwca 201018:30 | Wielka Brytania | 26:35(13:18) | Estonia | Crystal Palace National Sport Centre, Londyn Widzów: 400 |
| 11 czerwca 201018:30 |                 | 26:35(13:18) |         | Crystal Palace National Sport Centre, Londyn Widzów: 400 |

| 12 czerwca 201012:00 | Estonia | 34:28(18:13) | Cypr | Crystal Palace National Sport Centre, Londyn Widzów: 300 |
| 12 czerwca 201012:00 |         | 34:28(18:13) |      | Crystal Palace National Sport Centre, Londyn Widzów: 300 |

| 12 czerwca 201015:30 | Bułgaria | 32:33(16:14) | Wielka Brytania | Crystal Palace National Sport Centre, Londyn Widzów: 600 |
| 12 czerwca 201015:30 |          | 32:33(16:14) |                 | Crystal Palace National Sport Centre, Londyn Widzów: 600 |

### Grupa B
| 11 czerwca 201015:30 | Łotwa | 24:26(11:11) | Finlandia | Tbilisi Sports Palace, Tbilisi Widzów: 300 |
| 11 czerwca 201015:30 |       | 24:26(11:11) |           | Tbilisi Sports Palace, Tbilisi Widzów: 300 |

| 11 czerwca 201018:00 | Włochy | 30:25(10:10) | Gruzja | Tbilisi Sports Palace, Tbilisi Widzów: 400 |
| 11 czerwca 201018:00 |        | 30:25(10:10) |        | Tbilisi Sports Palace, Tbilisi Widzów: 400 |

| 12 czerwca 201015:00 | Finlandia | 34:35(18:19) | Włochy | Tbilisi Sports Palace, Tbilisi Widzów: 200 |
| 12 czerwca 201015:00 |           | 34:35(18:19) |        | Tbilisi Sports Palace, Tbilisi Widzów: 200 |

| 12 czerwca 201017:00 | Gruzja | 21:22(11:11) | Łotwa | Tbilisi Sports Palace, Tbilisi Widzów: 400 |
| 12 czerwca 201017:00 |        | 21:22(11:11) |       | Tbilisi Sports Palace, Tbilisi Widzów: 400 |

| 13 czerwca 201015:00 | Łotwa | 36:32(19:16) | Włochy | Tbilisi Sports Palace, Tbilisi Widzów: 100 |
| 13 czerwca 201015:00 |       | 36:32(19:16) |        | Tbilisi Sports Palace, Tbilisi Widzów: 100 |

| 13 czerwca 201017:00 | Finlandia | 26:21(12:19) | Gruzja | Tbilisi Sports Palace, Tbilisi Widzów: 400 |
| 13 czerwca 201017:00 |           | 26:21(12:19) |        | Tbilisi Sports Palace, Tbilisi Widzów: 400 |

### Grupa C
| 11 czerwca 201012:30 | Izrael | 32:24(14:14) | Turcja | Centre National Sportif et Culturel, Luksemburg |
| 11 czerwca 201012:30 |        | 32:24(14:14) |        | Centre National Sportif et Culturel, Luksemburg |

| 11 czerwca 201014:30 | Belgia | 29:25(15:12) | Luksemburg | Centre National Sportif et Culturel, Luksemburg Widzów: 500 |
| 11 czerwca 201014:30 |        | 29:25(15:12) |            | Centre National Sportif et Culturel, Luksemburg Widzów: 500 |

| 12 czerwca 201019:30 | Luksemburg | 24:29(13:14) | Izrael | Centre National Sportif et Culturel, Luksemburg Widzów: 500 |
| 12 czerwca 201019:30 |            | 24:29(13:14) |        | Centre National Sportif et Culturel, Luksemburg Widzów: 500 |

| 12 czerwca 201021:30 | Turcja | 32:28(15:14) | Belgia | Centre National Sportif et Culturel, Luksemburg Widzów: 100 |
| 12 czerwca 201021:30 |        | 32:28(15:14) |        | Centre National Sportif et Culturel, Luksemburg Widzów: 100 |

| 13 czerwca 201018:00 | Turcja | 32:26(15:10) | Luksemburg | Centre National Sportif et Culturel, Luksemburg Widzów: 200 |
| 13 czerwca 201018:00 |        | 32:26(15:10) |            | Centre National Sportif et Culturel, Luksemburg Widzów: 200 |

| 13 czerwca 201020:00 | Izrael | 39:32(21:16) | Belgia | Centre National Sportif et Culturel, Luksemburg Widzów: 100 |
| 13 czerwca 201020:00 |        | 39:32(21:16) |        | Centre National Sportif et Culturel, Luksemburg Widzów: 100 |

## Faza 2
W drugiej fazie odbył się właściwy turniej eliminacyjny z udziałem 28 reprezentacji podzielonych na siedem grup po cztery zespoły. Awans do turnieju finałowego Mistrzostw Europy uzyskali zwycięzcy grup oraz drużyny z drugiego miejsca.
Mecze odbywały się w sześciu terminach:
- Runda 1: 27–28 października 2010
- Runda 2: 30–31 października 2010
- Runda 3: 9–10 marca 2011
- Runda 4: 12–13 marca 2011
- Runda 5: 8–9 czerwca 2011
- Runda 6: 11–12 czerwca 2011

Losowanie grup odbyło się w Belgradzie 12 kwietnia 2010 roku. Przed losowaniem drużyny zostały podzielone na cztery koszyki według rankingu EHF obejmującego wyniki turniejów z trzech poprzednich lat – ME 2008, MŚ 2009 i ME 2010. Dodatkowo zespoły Holandii i Portugalii mające ten sam ranking zostały wcześniej dolosowane do koszyków 3 i 4.
| Koszyk 1  |
| --------- |
| Chorwacja |
| Dania     |
| Polska    |
| Niemcy    |
| Norwegia  |
| Szwecja   |
| Węgry     |

| Koszyk 2           |
| ------------------ |
| Hiszpania          |
| Islandia           |
| Czechy             |
| Słowenia           |
| Rosja              |
| Słowacja           |
| Macedonia Północna |

| Koszyk 3             |
| -------------------- |
| Austria              |
| Czarnogóra           |
| Białoruś             |
| Ukraina              |
| Rumunia              |
| Bośnia i Hercegowina |
| Holandia *           |

| Koszyk 4          |
| ----------------- |
| Portugalia *      |
| Szwajcaria        |
| Grecja            |
| Litwa             |
| Zwycięzca grupy A |
| Zwycięzca grupy B |
| Zwycięzca grupy C |

W wyniku losowania wyłonionych zostało siedem grup.
| Grupa 1                   | Grupa 2   | Grupa 3    | Grupa 4                  | Grupa 5                 | Grupa 6  | Grupa 7    |
| ------------------------- | --------- | ---------- | ------------------------ | ----------------------- | -------- | ---------- |
| Węgry                     | Chorwacja | Polska     | Szwecja                  | Niemcy                  | Norwegia | Dania      |
| Macedonia Północna        | Hiszpania | Słowenia   | Słowacja                 | Islandia                | Czechy   | Rosja      |
| Bośnia i Hercegowina      | Rumunia   | Ukraina    | Czarnogóra               | Austria                 | Holandia | Białoruś   |
| Estonia Zwycięzca grupy A | Litwa     | Portugalia | Izrael Zwycięzca grupy C | Łotwa Zwycięzca grupy B | Grecja   | Szwajcaria |

### Grupa 1
| 27 października 201017:15 | Macedonia Północna | 30:25(16:10) | Estonia | SRC Kale, Skopje Widzów: 1,500 |
| 27 października 201017:15 |                    | 30:25(16:10) |         | SRC Kale, Skopje Widzów: 1,500 |

| 28 października 201018:00 | Węgry | 26:17(10:9) | Bośnia i Hercegowina | Arena Savaria, Szombathely Widzów: 2,000 |
| 28 października 201018:00 |       | 26:17(10:9) |                      | Arena Savaria, Szombathely Widzów: 2,000 |

| 31 października 201017:45 | Estonia | 19:31(9:14) | Węgry | Mesikäpa Hall, Põlva Widzów: 800 |
| 31 października 201017:45 |         | 19:31(9:14) |       | Mesikäpa Hall, Põlva Widzów: 800 |

| 31 października 201020:00 | Bośnia i Hercegowina | 28:28(15:13) | Macedonia Północna | Dvorana Mirza Delibašić, Sarajewo Widzów: 3,000 |
| 31 października 201020:00 |                      | 28:28(15:13) |                    | Dvorana Mirza Delibašić, Sarajewo Widzów: 3,000 |

| 9 marca 201117:15 | Macedonia Północna | 22:29(6:16) | Węgry | Boris Trajkovski Sports Center, Skopje Widzów: 4,500 |
| 9 marca 201117:15 |                    | 22:29(6:16) |       | Boris Trajkovski Sports Center, Skopje Widzów: 4,500 |

| 9 marca 201117:45 | Estonia | 35:30(16:13) | Bośnia i Hercegowina | Mesikäpa Hall, Põlva Widzów: 800 |
| 9 marca 201117:45 |         | 35:30(16:13) |                      | Mesikäpa Hall, Põlva Widzów: 800 |

| 12 marca 201117:15 | Bośnia i Hercegowina | 21:23(9:11) | Estonia | Sportski centar Mladost, Visoko Widzów: 1,500 |
| 12 marca 201117:15 |                      | 21:23(9:11) |         | Sportski centar Mladost, Visoko Widzów: 1,500 |

| 13 marca 201116:45 | Węgry | 29:26(16:13) | Macedonia Północna | Veszprém Aréna, Veszprém Widzów: 4,500 |
| 13 marca 201116:45 |       | 29:26(16:13) |                    | Veszprém Aréna, Veszprém Widzów: 4,500 |

| 8 czerwca 201120:00 | Estonia | 25:31(8:14) | Macedonia Północna | Mesikäpa Hall, Põlva Widzów: 600 |
| 8 czerwca 201120:00 |         | 25:31(8:14) |                    | Mesikäpa Hall, Põlva Widzów: 600 |

| 8 czerwca 201120:15 | Bośnia i Hercegowina | 19:22(9:11) | Węgry | Sportski centar Mladost, Visoko Widzów: 1,500 |
| 8 czerwca 201120:15 |                      | 19:22(9:11) |       | Sportski centar Mladost, Visoko Widzów: 1,500 |

| 12 czerwca 201112:15 | Węgry | 34:27(17:19) | Estonia | Gyöngyösi Sportcsarnok, Gyöngyös Widzów: 1,600 |
| 12 czerwca 201112:15 |       | 34:27(17:19) |         | Gyöngyösi Sportcsarnok, Gyöngyös Widzów: 1,600 |

| 12 czerwca 201120:15 | Macedonia Północna | 25:19(12:7) | Bośnia i Hercegowina | Boris Trajkovski Sports Center, Skopje Widzów: 9,000 |
| 12 czerwca 201120:15 |                    | 25:19(12:7) |                      | Boris Trajkovski Sports Center, Skopje Widzów: 9,000 |

### Grupa 2
| 27 października 201020:30 | Hiszpania | 33:17(17:5) | Litwa | Lalín Arena, Lalín Widzów: 2,500 |
| 27 października 201020:30 |           | 33:17(17:5) |       | Lalín Arena, Lalín Widzów: 2,500 |

| 28 października 201020:00 | Chorwacja | 34:22(16:11) | Rumunia | Školska športska dvorana, Karlovac Widzów: 2,800 |
| 28 października 201020:00 |           | 34:22(16:11) |         | Školska športska dvorana, Karlovac Widzów: 2,800 |

| 31 października 201018:00 | Litwa | 19:21(10:8) | Chorwacja | Siemens Arena, Wilno Widzów: 1,600 |
| 31 października 201018:00 |       | 19:21(10:8) |           | Siemens Arena, Wilno Widzów: 1,600 |

| 31 października 201018:00 | Rumunia | 20:35(7:18) | Hiszpania | Sala Sporturilor Antonio Alexe, Oradea Widzów: 2,000 |
| 31 października 201018:00 |         | 20:35(7:18) |           | Sala Sporturilor Antonio Alexe, Oradea Widzów: 2,000 |

| 10 marca 201119:00 | Litwa | 24:23(13:10) | Rumunia | Siemens Arena, Wilno Widzów: 2,000 |
| 10 marca 201119:00 |       | 24:23(13:10) |         | Siemens Arena, Wilno Widzów: 2,000 |

| 10 marca 201120:30 | Hiszpania | 24:26(9:8) | Chorwacja | Quijote Arena, Ciudad Real Widzów: 5,100 |
| 10 marca 201120:30 |           | 24:26(9:8) |           | Quijote Arena, Ciudad Real Widzów: 5,100 |

| 13 marca 201117:45 | Chorwacja | 23:21(15:12) | Hiszpania | Spaladium Arena, Split Widzów: 12,000 |
| 13 marca 201117:45 |           | 23:21(15:12) |           | Spaladium Arena, Split Widzów: 12,000 |

| 13 marca 201118:30 | Rumunia | 25:27(11:13) | Litwa | Sala Sporturilor, Konstanca Widzów: 1,100 |
| 13 marca 201118:30 |         | 25:27(11:13) |       | Sala Sporturilor, Konstanca Widzów: 1,100 |

| 8 czerwca 201120:00 | Rumunia | 25:30(14:14) | Chorwacja | Polyvalent Hall, Drobeta-Turnu Severin Widzów: 1,700 |
| 8 czerwca 201120:00 |         | 25:30(14:14) |           | Polyvalent Hall, Drobeta-Turnu Severin Widzów: 1,700 |

| 9 czerwca 201119:00 | Litwa | 16:25(6:11) | Hiszpania | Siemens Arena, Wilno Widzów: 2,000 |
| 9 czerwca 201119:00 |       | 16:25(6:11) |           | Siemens Arena, Wilno Widzów: 2,000 |

| 12 czerwca 201118:00 | Chorwacja | 34:26 | Litwa | Športska dvorana Žatika, Poreč Widzów: 2,300 |
| 12 czerwca 201118:00 |           | 34:26 |       | Športska dvorana Žatika, Poreč Widzów: 2,300 |

| 12 czerwca 201118:00 | Hiszpania | 36:23(18:11) | Rumunia | Polideportivo Municipal Aguas Vivas, Guadalajara Widzów: 1,700 |
| 12 czerwca 201118:00 |           | 36:23(18:11) |         | Polideportivo Municipal Aguas Vivas, Guadalajara Widzów: 1,700 |

### Grupa 3
| 27 października 201020:15 | Słowenia | 34:31(17:14) | Portugalia | Dvorana Zlatorog, Celje Widzów: 1,200 |
| 27 października 201020:15 |          | 34:31(17:14) |            | Dvorana Zlatorog, Celje Widzów: 1,200 |

| 28 października 201017:00 | Polska | 23:15(11:7) | Ukraina | Hala Torwar, Warszawa Widzów: 4,800 |
| 28 października 201017:00 |        | 23:15(11:7) |         | Hala Torwar, Warszawa Widzów: 4,800 |

| 31 października 201017:00 | Portugalia | 27:27(17:12) | Polska | Portimão Arena, Portimão Widzów: 1,500 |
| 31 października 201017:00 |            | 27:27(17:12) |        | Portimão Arena, Portimão Widzów: 1,500 |

| 31 października 201017:00 | Ukraina | 25:31(15:17) | Słowenia | Palace of Sports "Yunost", Zaporoże Widzów: 2,000 |
| 31 października 201017:00 |         | 25:31(15:17) |          | Palace of Sports "Yunost", Zaporoże Widzów: 2,000 |

| 9 marca 201120:15 | Słowenia | 30:28(14:14) | Polska | Arena Stožice, Lublana Widzów: 12,500 |
| 9 marca 201120:15 |          | 30:28(14:14) |        | Arena Stožice, Lublana Widzów: 12,500 |

| 9 marca 201120:25 | Portugalia | 28:16(17:6) | Ukraina | Moimenta da Beira Widzów: 1,200 |
| 9 marca 201120:25 |            | 28:16(17:6) |         | Moimenta da Beira Widzów: 1,200 |

| 12 marca 201114:30 | Polska | 32:27(15:14) | Słowenia | Centrum Rekreacyjno-Sportowe, Zielona Góra Widzów: 5,100 |
| 12 marca 201114:30 |        | 32:27(15:14) |          | Centrum Rekreacyjno-Sportowe, Zielona Góra Widzów: 5,100 |

| 13 marca 201117:00 | Ukraina | 29:25(16:15) | Portugalia | Palace of Sports "Yunost", Zaporoże Widzów: 2,000 |
| 13 marca 201117:00 |         | 29:25(16:15) |            | Palace of Sports "Yunost", Zaporoże Widzów: 2,000 |

| 8 czerwca 201118:00 | Ukraina | 26:32(13:14) | Polska | Palace of Sports "Yunost", Zaporoże Widzów: 1,200 |
| 8 czerwca 201118:00 |         | 26:32(13:14) |        | Palace of Sports "Yunost", Zaporoże Widzów: 1,200 |

| 8 czerwca 201120:25 | Portugalia | 31:29(14:13) | Słowenia | Nave Polivalente de Espinho, Espinho Widzów: 2,500 |
| 8 czerwca 201120:25 |            | 31:29(14:13) |          | Nave Polivalente de Espinho, Espinho Widzów: 2,500 |

| 12 czerwca 201114:45 | Polska | 30:22(14:11) | Portugalia | Hala Arena, Poznań Widzów: 4,500 |
| 12 czerwca 201114:45 |        | 30:22(14:11) |            | Hala Arena, Poznań Widzów: 4,500 |

| 12 czerwca 201116:30 | Słowenia | 43:32(22:16) | Ukraina | Arena Stožice, Lublana Widzów: 5,000 |
| 12 czerwca 201116:30 |          | 43:32(22:16) |         | Arena Stožice, Lublana Widzów: 5,000 |

### Grupa 4
| 27 października 201018:00 | Słowacja | 38:24(20:14) | Izrael | Športová hala, Powaska Bystrzyca Widzów: 1400 |
| 27 października 201018:00 |          | 38:24(20:14) |        | Športová hala, Powaska Bystrzyca Widzów: 1400 |

| 28 października 201019:15 | Szwecja | 30:27(15:17) | Czarnogóra | Kristianstad Arena, Kristianstad Widzów: 4500 |
| 28 października 201019:15 |         | 30:27(15:17) |            | Kristianstad Arena, Kristianstad Widzów: 4500 |

| 31 października 201018:00 | Czarnogóra | 25:35(13:19) | Słowacja | Bar Widzów: 1700 |
| 31 października 201018:00 |            | 25:35(13:19) |          | Bar Widzów: 1700 |

| 31 października 201019:30 | Izrael | 28:32(13:15) | Szwecja | Maccabi House Arena, Riszon le-Cijjon Widzów: 700 |
| 31 października 201019:30 |        | 28:32(13:15) |         | Maccabi House Arena, Riszon le-Cijjon Widzów: 700 |

| 9 marca 201117:30 | Słowacja | 23:21(13:11) | Szwecja | HANT aréna, Bratysława Widzów: 3300 |
| 9 marca 201117:30 |          | 23:21(13:11) |         | HANT aréna, Bratysława Widzów: 3300 |

| 9 marca 201119:00 | Izrael | 29:24(15:13) | Czarnogóra | Maccabi House Arena, Riszon le-Cijjon Widzów: 700 |
| 9 marca 201119:00 |        | 29:24(15:13) |            | Maccabi House Arena, Riszon le-Cijjon Widzów: 700 |

| 13 marca 201118:00 | Czarnogóra | 36:27(21:12) | Izrael | Sportski centar Nikšić, Nikšić Widzów: 2500 |
| 13 marca 201118:00 |            | 36:27(21:12) |        | Sportski centar Nikšić, Nikšić Widzów: 2500 |

| 13 marca 201118:10 | Szwecja | 26:21(12:9) | Słowacja | Hovet, Sztokholm Widzów: 5800 |
| 13 marca 201118:10 |         | 26:21(12:9) |          | Hovet, Sztokholm Widzów: 5800 |

| 8 czerwca 201120:15 | Czarnogóra | 28:39(17:19) | Szwecja | Sportski centar Ada, Pljevlja Widzów: 1500 |
| 8 czerwca 201120:15 |            | 28:39(17:19) |         | Sportski centar Ada, Pljevlja Widzów: 1500 |

| 9 czerwca 201119:00 | Izrael | 27:31(12:16) | Słowacja | Maccabi House Arena, Riszon le-Cijjon Widzów: 800 |
| 9 czerwca 201119:00 |        | 27:31(12:16) |          | Maccabi House Arena, Riszon le-Cijjon Widzów: 800 |

| 12 czerwca 201116:00 | Słowacja | 36:21(18:10) | Czarnogóra | Steel Aréna, Koszyce Widzów: 8100 |
| 12 czerwca 201116:00 |          | 36:21(18:10) |            | Steel Aréna, Koszyce Widzów: 8100 |

| 12 czerwca 201118:15 | Szwecja | 28:17(14:11) | Izrael | Telenor Arena, Karlskrona Widzów: 1700 |
| 12 czerwca 201118:15 |         | 28:17(14:11) |        | Telenor Arena, Karlskrona Widzów: 1700 |

### Grupa 5
| 27 października 201018:15 | Niemcy | 26:26(6:14) | Austria | EWS Arena, Göppingen Widzów: 5200 |
| 27 października 201018:15 |        | 26:26(6:14) |         | EWS Arena, Göppingen Widzów: 5200 |

| 27 października 201019:40 | Islandia | 28:26(14:13) | Łotwa | Laugardalshöllin, Reykjavík Widzów: 2300 |
| 27 października 201019:40 |          | 28:26(14:13) |       | Laugardalshöllin, Reykjavík Widzów: 2300 |

| 30 października 201020:20 | Austria | 28:23(12:11) | Islandia | Arena Nova, Wiener Neustadt Widzów: 3000 |
| 30 października 201020:20 |         | 28:23(12:11) |          | Arena Nova, Wiener Neustadt Widzów: 3000 |

| 31 października 201014:05 | Łotwa | 18:36(8:17) | Niemcy | Dobeles sporta centrā, Dobele Widzów: 1500 |
| 31 października 201014:05 |       | 18:36(8:17) |        | Dobeles sporta centrā, Dobele Widzów: 1500 |

| 9 marca 201119:35 | Łotwa | 25:28(13:14) | Austria | Dobeles sporta centrā, Dobele Widzów: 1000 |
| 9 marca 201119:35 |       | 25:28(13:14) |         | Dobeles sporta centrā, Dobele Widzów: 1000 |

| 9 marca 201119:45 | Islandia | 36:31(21:14) | Niemcy | Laugardalshöllin, Reykjavík Widzów: 2700 |
| 9 marca 201119:45 |          | 36:31(21:14) |        | Laugardalshöllin, Reykjavík Widzów: 2700 |

| 12 marca 201120:25 | Austria | 34:24(18:10) | Łotwa | Schwechat Widzów: 2400 |
| 12 marca 201120:25 |         | 34:24(18:10) |       | Schwechat Widzów: 2400 |

| 13 marca 201117:45 | Niemcy | 39:28(20:13) | Islandia | Gerry Weber Stadion, Halle Widzów: 10500 |
| 13 marca 201117:45 |        | 39:28(20:13) |          | Gerry Weber Stadion, Halle Widzów: 10500 |

| 8 czerwca 201119:35 | Łotwa | 25:29(11:17) | Islandia | Dobeles sporta centrā, Dobele Widzów: 900 |
| 8 czerwca 201119:35 |       | 25:29(11:17) |          | Dobeles sporta centrā, Dobele Widzów: 900 |

| 8 czerwca 201120:30 | Austria | 20:28(8:15) | Niemcy | Olympiahalle, Innsbruck Widzów: 7500 |
| 8 czerwca 201120:30 |         | 20:28(8:15) |        | Olympiahalle, Innsbruck Widzów: 7500 |

| 12 czerwca 201115:00 | Niemcy | 32:22(17:11) | Łotwa | Trier Arena, Trewir Widzów: 4550 |
| 12 czerwca 201115:00 |        | 32:22(17:11) |       | Trier Arena, Trewir Widzów: 4550 |

| 12 czerwca 201116:30 | Islandia | 44:29(17:10) | Austria | Laugardalshöllin, Reykjavík |
| 12 czerwca 201116:30 |          | 44:29(17:10) |         | Laugardalshöllin, Reykjavík |

### Grupa 6
| 27 października 201019:15 | Norwegia | 35:30(17:15) | Holandia | Haukelandshallen, Bergen Widzów: 3700 |
| 27 października 201019:15 |          | 35:30(17:15) |          | Haukelandshallen, Bergen Widzów: 3700 |

| 27 października 201020:10 | Czechy | 32:20(14:8) | Grecja | Sportovní hala Novesta, Zlin Widzów: 1800 |
| 27 października 201020:10 |        | 32:20(14:8) |        | Sportovní hala Novesta, Zlin Widzów: 1800 |

| 30 października 201019:00 | Holandia | 25:33(14:18) | Czechy | Topsportcentrum, Almere Widzów: 1000 |
| 30 października 201019:00 |          | 25:33(14:18) |        | Topsportcentrum, Almere Widzów: 1000 |

| 31 października 201015:00 | Grecja | 25:32(10:17) | Norwegia | Xanthi Arena, Ksanti Widzów: 1200 |
| 31 października 201015:00 |        | 25:32(10:17) |          | Xanthi Arena, Ksanti Widzów: 1200 |

| 9 marca 201117:00 | Czechy | 29:26(11:13) | Norwegia | Sportovní hala Novesta, Zlin Widzów: 1900 |
| 9 marca 201117:00 |        | 29:26(11:13) |          | Sportovní hala Novesta, Zlin Widzów: 1900 |

| 9 marca 201119:00 | Grecja | 30:23(14:12) | Holandia | DAK Kladisou Chanion, Chania Widzów: 2000 |
| 9 marca 201119:00 |        | 30:23(14:12) |          | DAK Kladisou Chanion, Chania Widzów: 2000 |

| 12 marca 201119:00 | Holandia | 30:30(15:15) | Grecja | Topsportcentrum Rotterdam, Rotterdam Widzów: 1100 |
| 12 marca 201119:00 |          | 30:30(15:15) |        | Topsportcentrum Rotterdam, Rotterdam Widzów: 1100 |

| 13 marca 201119:10 | Norwegia | 24:22(15:13) | Czechy | Stavanger Idrettshall, Stavanger Widzów: 5200 |
| 13 marca 201119:10 |          | 24:22(15:13) |        | Stavanger Idrettshall, Stavanger Widzów: 5200 |

| 8 czerwca 201118:30 | Grecja | 26:24(11:10) | Czechy | Alexandreio Melathron, Saloniki Widzów: 700 |
| 8 czerwca 201118:30 |        | 26:24(11:10) |        | Alexandreio Melathron, Saloniki Widzów: 700 |

| 8 czerwca 201119:30 | Holandia | 21:36(10:19) | Norwegia | Sportcentrum Glanerbrook, Geleen Widzów: 1000 |
| 8 czerwca 201119:30 |          | 21:36(10:19) |          | Sportcentrum Glanerbrook, Geleen Widzów: 1000 |

| 11 czerwca 201115:00 | Czechy | 38:26(22:13) | Holandia | Aréna Sparta Podvinný mlýn, Praga Widzów: 1200 |
| 11 czerwca 201115:00 |        | 38:26(22:13) |          | Aréna Sparta Podvinný mlýn, Praga Widzów: 1200 |

| 11 czerwca 201116:15 | Norwegia | 31:25(17:12) | Grecja | Trondheim Spektrum, Trondheim Widzów: 1700 |
| 11 czerwca 201116:15 |          | 31:25(17:12) |        | Trondheim Spektrum, Trondheim Widzów: 1700 |

### Grupa 7
| 27 października 201019:00 | Rosja | 36:34(15:14) | Szwajcaria | Olimpijskij, Czechow Widzów: 1500 |
| 27 października 201019:00 |       | 36:34(15:14) |            | Olimpijskij, Czechow Widzów: 1500 |

| 27 października 201020:15 | Dania | 41:33(20:13) | Białoruś | Gigantium, Aalborg Widzów: 4100 |
| 27 października 201020:15 |       | 41:33(20:13) |          | Gigantium, Aalborg Widzów: 4100 |

| 31 października 201014:00 | Szwajcaria | 25:36(14:19) | Dania | Eulachhallen, Winterthur Widzów: 2000 |
| 31 października 201014:00 |            | 25:36(14:19) |       | Eulachhallen, Winterthur Widzów: 2000 |

| 31 października 201015:00 | Białoruś | 32:39(18:9) | Rosja | Victoria, Brześć Widzów: 3500 |
| 31 października 201015:00 |          | 32:39(18:9) |       | Victoria, Brześć Widzów: 3500 |

| 9 marca 201119:00 | Rosja | 31:27(16:13) | Dania | Olimpijskij, Czechow Widzów: 2500 |
| 9 marca 201119:00 |       | 31:27(16:13) |       | Olimpijskij, Czechow Widzów: 2500 |

| 9 marca 201120:00 | Szwajcaria | 31:34(16:16) | Białoruś | Stäfa Widzów: 1250 |
| 9 marca 201120:00 |            | 31:34(16:16) |          | Stäfa Widzów: 1250 |

| 12 marca 201120:15 | Dania | 36:29(18:14) | Rosja | Forum Horsens, Horsens Widzów: 3300 |
| 12 marca 201120:15 |       | 36:29(18:14) |       | Forum Horsens, Horsens Widzów: 3300 |

| 13 marca 201115:00 | Białoruś | 26:24(12:14) | Szwajcaria | Miński Pałac Sportu, Mińsk Widzów: 3300 |
| 13 marca 201115:00 |          | 26:24(12:14) |            | Miński Pałac Sportu, Mińsk Widzów: 3300 |

| 8 czerwca 201120:00 | Szwajcaria | 29:32(16:16) | Rosja | Schachenhalle Aarau, Aarau Widzów: 1600 |
| 8 czerwca 201120:00 |            | 29:32(16:16) |       | Schachenhalle Aarau, Aarau Widzów: 1600 |

| 8 czerwca 201121:15 | Białoruś | 29:33(14:13) | Dania | Miński Pałac Sportu, Mińsk Widzów: 9300 |
| 8 czerwca 201121:15 |          | 29:33(14:13) |       | Miński Pałac Sportu, Mińsk Widzów: 9300 |

| 12 czerwca 201116:50 | Dania | 34:29(20:12) | Szwajcaria | Ballerup Super Arena, Ballerup Widzów: 5700 |
| 12 czerwca 201116:50 |       | 34:29(20:12) |            | Ballerup Super Arena, Ballerup Widzów: 5700 |

| 12 czerwca 201117:00 | Rosja | 35:27(20:14) | Białoruś | Olimpijskij, Czechow Widzów: 1500 |
| 12 czerwca 201117:00 |       | 35:27(20:14) |          | Olimpijskij, Czechow Widzów: 1500 |